# Tuki
Das Tuki (auch bacenga, baki, batchenga, betsinga, betzinga, ki, oki, osa nanga oder sanaga genannt; der ISO-Code lautet bag) ist die Sprache des Betsinga-Volkes.
Sie ist eine bantoide Sprache, welche nur noch 26.000 Sprecher hat und entlang des Flusses Sanaga sowie nördlich von Sanage zwischen Ombessa und Ntui im Kamerun gesprochen wird.
Tuki gehört zur Untergruppe der Sanaga innerhalb der Mbam-Sprachen und hat zahlreiche Dialekte: kombe (tukombe, wakombe, bakombe), tocenga (tiki, bacenga), tsinga (chinga, tutsingo, batsingo), bundum, tonjo (bunju, boudjou), ngoro (tu ngoro, uki, aki) und mbere (tumbele, mbele, bambele, mvele, bamvele).